# Tatra T6A2
Tatra T6A2 је трамвај који су производиле чешке (односно тадашње чехословачке) компаније ЧКД Татра.

## Производња
Произведено је 256 трамваја од 1988. до 1999. ,који су испоручени:
- Бугарска (Софија - 57 Т6А2B трамваја)
- Мађарска (Сегедин - 13 Т6А2H трамваја)
- Немачка (Берлин, Дрезден, Лајпциг, Магдебург, Рошток, Шверин - 186 Т6А2D трамваја)

## Спецификације
- Дужина: 14,5 m
- Ширина: 2,2 m
- Висина: 3,1 m
- Максимална брзина: 55 km/h

## Повезнице
- Tatra KT4